# 岩生越桔
岩生越桔（学名：Vaccinium scopulorum）为杜鹃花科越桔属下的一个种。

## 扩展阅读
- 維基物種上的相關：岩生越桔